# マイトレーヤ (TRPG)
『マイトレーヤ SWORD SYSTEM』は、マイトレーヤデザイン・チームによって製作されたファンタジーRPG（テーブルトークRPG）。
基本デザインは市川定春。
1995年7月に新紀元社から出版された。
剣と魔法の世界アデルワースを舞台にしたファンタジーRPGである。
世界設定では7つの魔法流派が紹介されているが、ルールとしては魔法は取り扱われていない。
キャラクターは1種類の職業の他に、1種類のコンバット・パッケージを持つ。
コンバット・パッケージと戦闘技能レベルによって自動的にいくつかの戦闘パターンを修得することができる。

## 特徴
戦闘パターンを駆使した戦闘が、『マイトレーヤ』の最大の特徴である。
戦闘では各ラウンドの開始時に、キャラクター（怪物を除く）は戦闘パターンを1つ選択する（付属の「戦闘パターン・カード」を提示する）。
そのラウンドは、戦闘パターンによって異なる「先制値の修正」「攻撃値の修正」「防御値の修正」を受け、「移動力」によって進めるマス数も異なってくる。
後手に回る（先制値の修正が大きい）ことを避けながら、できるだけ高い攻撃値で、相手を撃破することが理想的になる。
武器、防具、アイテムにはかなりのこだわりがある。
すべての武器にはイラスト、長さ、重さなどが記載され、148種類が紹介されている。
すべての防具にはイラストが記載され、65種類が紹介されている。
アイテムでは食料だけで「ニワトリ（の肉）」「鹿（の肉）」「牛肉の燻製」「牛肉の塩漬け」など57種類が紹介されている。
すべての船舶にはイラストが記載され、「カラック」「ガレアス」「フリゲイト」など27種類が紹介されている。
その反面、一部にはかなり記載が薄くなっている部分も見られる。先に挙げたとおり、魔法のデータはまったく紹介されていない。
すべての怪物にはイラスト、身長、体重、生息地、弱点などが記載されているが、総数は11種類しか紹介されていない。

## 世界設定
はるか昔、世界には何も存在しなかった。そこに創造神アデルワースが来て、世界を創り出した。アデルワースは世界の上に動物やヒトを作り、去っていった。
それから長い月日が過ぎ、世界に悪の神クイステスと善の神マイトレーヤが来て、悪と善を世界に撒いた。
悪に影響を受けたヒトと、善に影響を受けたヒトは、互いに争うようになった。
人類が争うことを憂いたマイトレーヤは、ひとつの大陸を東西に引き裂き、西の大陸グンドールに善の影響を受けたヒトを住まわせた。
その後さらに、マイトレーヤはどこからか魔法使いたちを連れて来て、グンドールに住まわせた。
エルフなど大陸の先住民、新たにやってきたヒト、さらに新たにやってきた魔法使いは、お互いに争い続けた。
マイトレーヤはアクラスというヒトに「アスクレイダー（アクラスの聖剣）」を授け、アクラスはカスタニア地方を統一し、エリカラント王国を設立した。
数百年前、アスクレイダーが消失した。そして間もなく、はるか東で大きな爆発が起こった。
遠くのことなので何が起きたのかは誰にも分からなかったが、東からの地震と津波がグンドールを襲った。
アスクレイダーの消失と災害は、魔法使いの仕業という噂が流れ、魔法禁止令が出された（この禁止令は数十年前にようやく解かれる）。
さらに、これまで西の大陸にいたはずの、悪の影響を受けたヒト、「エレブの勢力」が現れた。
エレブの勢力は、大海原が割れてできた道を歩いて渡ってきたともいわれている。
エレブの勢力は「エリカラント王国」のはるか南に上陸し、西に向かって広がっていった。
数百年の間に、元々はエリカラント王国であった国土は多くをエレブの勢力に奪い取られた。
今ではカスタニア地方のみがエリカラント王国に残され、山脈を盾にしてエレブの勢力の侵攻を防いでいる。

## システム

### 判定方法
行為判定の成功値は％で表現され、10面体ダイスを2つ振って（1D100）、出目が成功値以下であれば「行為判定は成功」となる。

### 組合せタイプと重ね着値
キャラクターは、鎧を「組合せタイプ」と「重ね着値」の制限の範囲で、複数同時に着用することができる。
鎧の「組合せタイプ」は「A」「B」「C」「－（フリー）」に分類され、A～Cはそれぞれ1つまでしか着用することができない。
さらに、鎧の「重ね着値」の合計が、キャラクターによる「重ね着値」以下でなければならない。
キャラクターの「重ね着値」は、体力値の基本能力修正値に応じて増加する。

### フェーシング
フェーシングとは、キャラクターの向きのことである。
『マイトレーヤ』の戦闘は、四角マスの戦闘ボードにキャラクターを配置して行なわれる。
一般的なゲームでは、四角マス上での向きの管理は4方向となるが、『マイトレーヤ』では8方向のどちらを向いているかを管理する。
これによって周囲8マスは「正面マス（3マス分）」「側面マス（2マス分）」「背面マス（3マス分）」に区別される。
キャラクターが「攻撃エリア：1マス」の武器を持っているのであれば、攻撃可能な範囲は基本的に「正面マス（3マス分）」のみとなる。

### 怪物のサイズ
キャラクターのサイズは基本的に1マスとなるが、怪物はそれより大きなサイズでマス上を占める場合も多い。
「2×2」「3×3」などの正方形の他に、「1×3」「1×7を基本にした矢印型」なども存在する。
フェーシングでは8方向を管理し、さらに「正面マス」「側面マス」「背面マス」の区別を管理する。
これらの情報は、怪物1体ごとに図によって示されている。

### 戦闘パターン
- アタック - 基本的な攻撃。
- チャージ - 防御を捨てた必殺攻撃。盾を持っていると宣言できない。
- タックル - 目標を転倒させることができる。
- クイック・アタック - 素早い攻撃。先制値へのペナルティが小さいために先に行動できる。
- ダブル・アタック - 1ラウンドに2回攻撃。
- トリプル・アタック - 1ラウンドに3回攻撃。
- ディザーム - ダメージを与える代わりに、目標の武器を落とさせる。
- ブレーク・スルース - 武器を振り回しながら突進しての攻撃。攻撃値％が大きく上昇する。
- アクション - 機動力を生かした攻撃。盾を持っていると宣言できない。
- トリック - フェイントをかけて目標の体勢を崩してからの攻撃。
- チャンス - 任意に戦闘の順番を遅らせる。「リアクション」より少し攻撃値％の上昇が大きい。
- リアクション - 任意に戦闘の順番を遅らせる。割り込み行動もできる。
- サドゥン・デス - 目標と同一マスに侵入しての攻撃。目標は逃亡（テイキング）ができなくなる。
- ディフェンス - 攻撃を行なわない。防御に専念する。
- ゾーン・ディフェンス - 攻撃を行なわない。自分の周囲に踏み込んだ目標の移動を停止できる。
- ネメス - ラウンド最初に「正面マス」にいる目標を、移動不可能にする。
- ガード - ラウンド最初に隣接している味方を指定する。味方への攻撃を代わりに受ける。
- アドヴァンス - 構えを保ちつつ移動する。
- ボルド - 攻撃を行なわない。構えを取らずに移動に専念する。
- プレス・ハード - 「ゾーン・ディフェンス」「メネス」の効果を無視して踏み込む。移動値は小さい。
- エッジ・アップ - 攻撃を行なわない。「ゾーン・ディフェンス」「メネス」の効果を無視して移動する。移動値は普通程度。
- ゴー・バック - 攻撃を行なわない。敵から隣接している場合に、そこから退却する。
- リトリート・アタック - ラウンド終了時に移動を処理する。
- テイキング - 攻撃を行なわない。戦闘を放棄して逃亡する。先制値へのボーナスが大きい。
- プッシング - 他の「戦闘パーターン」と組み合わせて宣言する。目標を1マス後退させる。
- スタンディング - 攻撃を行なわない。その他の行動を処理する。防御値％が大きく低下する。

## キャラクター

### 種族
- ヒト - 人類。その生活環境は職業などによって大きく異なる。
- ドワーフ - ヒトより背が低く、がっしりとした体格の種族。200年ほど生きる。山地や丘陵地帯で2000人程度の集団を作って生活している。
- エルフ - 人間に近い姿だが800年ほど生きる種族。自然と調和した生活を好み、森で5000人程度の集団を作って生活している。
- フェロン - かつて動物の祖先を持つ種族。姿はほぼヒトと変わらないが、狼や兎など「受け継いだ動物の能力の一部」を発揮することができる。ヒト社会に溶け込んで生活している。
- バルバ - ヒトより背が高く、がっしりとした体格の種族。150年ほどを生きる。皮膚が堅く負傷に強い。森で数十人程度の集落を作って生活している。
- オリエス - この世界における現住人間種で、頭部に1本～3本の角が生えている。非常に健脚であることを除けば、ヒトとほとんど違いは見られない。

### 職業
- ソルジャー - 国や貴族の元で兵役についている者。
- マーセナリー - 国家などと契約して戦う傭兵。
- ファイター - 特に所属を持たない戦士。
- ナイト - 騎士団に所属する者。
- ロイヤル・ガード - ヒト専門。エリカラント王家直属のエリート部隊員。
- シーフ - アウトロウとして盗みなどを行なう職業。
- シーブル - 表向きは貴族としての地位を持ちながら、先祖代々盗賊としての活動を行なう者。怪盗。
- ボーダー・レインジャー - 山野に住み、敵から集落を守る職業。
- 冒険学者 - 学者であると同時に冒険家である職業。
- ボースン - 船舶の船員。
- ペドラー - 商人であると同時に冒険家である職業。
- クーリエ - 手紙配達ギルドなどに所属せず、一匹狼で手紙や荷物を運ぶ職業。
- ネゴシエイター - 他国や異種族との交渉の専門家。
- ヴァウンティ・ハンター - 賞金を掛けられた相手を狩る職業。
- コンヴォイ - ドワーフ・エルフ専用。彼らの住むコロニー同士の物資輸送は規模が大きく、その物資輸送の警備に当たる専門家。
- トレジャー・ハンター - 古墳や遺跡や沈没船から「宝物」を探し出す専門家。
- マッド・サイエンティスト - 技術の専門家だが、一般常識を突き抜けてしまった者がこう呼ばれる。
- 水ドワーフ - ドワーフ専用。ドワーフは生まれつき水に対して強い恐怖心を抱いている。それでも水に関わる作業を行なわせるために、選抜された若者に特別な訓練を施し、水に対する恐怖心を取り除く。
- パイロット・トンネル・ファイター - ドワーフ専用。敵の城塞や陣地に対して、地下から坑道を掘り進め、そのまま奇襲攻撃を行なう特殊部隊員。「俺たちはまずトンネルを掘る。そして、そこで死ぬ」
- ドラグーン - ドワーフ専用。最高の甲冑とも呼ばれる金鍍金の「ドラコナイト・プレート」に身を包み、神器とも呼ばれる「小銃」を扱う、ドワーフ精鋭部隊。
- 執行者 - エルフ専用。暗殺者。エルフ社会では暗殺は特別な仕事とされており、先祖代々それを職業とする家系の者が従事する。
- アサシン - 殺し屋。どちらかといえば潜入など忍者のような活動を得意とする。
- ブリーダー - 動物を育成する専門家。
- 虫使い - 虫を育成する専門家。精神力で数百匹の虫を操ることができる。
- デストロイヤー - 何かを壊すことを職業としている者たち。使うのはハンマーや火薬など、個人により異なる。
- モンスター・バスター - 怪物退治の専門家。
- ナックル・ファイター - 素手格闘の技術を持つ専門家。いくつもの流派に分かれて修行が行なわれている。
- トラッパー - 罠を仕掛ける専門家。
- アーチャー - 弓の名手。
- ガンナー - 火薬を使う銃器類の専門家。
- トラッカー - わずかな痕跡から人物や動物を追跡する専門家。
- ワーロック - この世界における合法的な殺し屋。賞金を掛けられた相手を殺すのではなく、私怨を晴らすために雇われる。自分を印象的に見せるため、モヒカン頭にする、派手なメイクをする、変わった武器を使うということが見受けられる。